# Teatro Nacional Croata em Rijeka

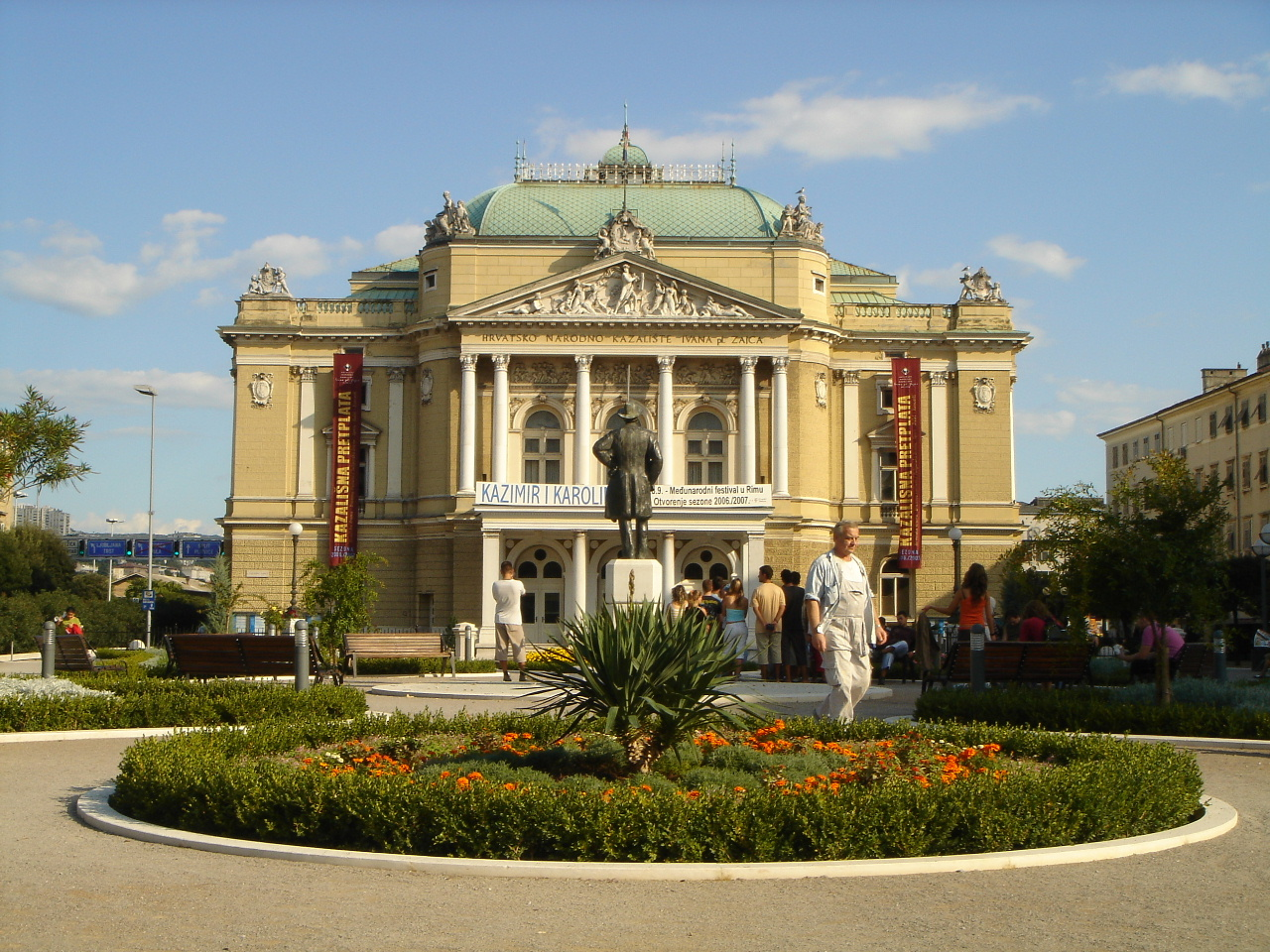
Teatro Nacional Croata "Ivan pl. Zajc"

O Teatro Nacional Croata em Rijeka ou Teatro Nacional Croata "Ivan pl. Zajc" (em croata: Hrvatsko narodno kazalište Ivana pl. Zajca u Rijeci) é um teatro em Rijeka, Croácia.

## História
O edifício original do teatro remonta a 1765. Em 1805 foi reconstruido por Andrija Ljudevit Adamić. Em 1883 foi modernizado com projecto dos arquitectos Hermann Helmer e Ferdinand Fellner der Jüngere. 